# 台北市立成淵高級中学
台北市立成淵高級中学（せいえん/チェンユェンこうきゅうちゅうがく、ピンイン：Chéngyuān、注音: ㄔㄥˊ ㄩㄢ、 Taipei Municipal Cheng Yuan High School）は、台湾台北市にある全日制高校。中等部を併設する。

## 沿革
| 年     | 月日   | 事跡                                                      |
| ------ | ------ | --------------------------------------------------------- |
| 1897年 | 8月    | 台湾初の夜間中学民政部研修会として開校                    |
| 1898年 | 2月    | 私立東門学校と改称                                        |
| 1905年 | 4月    | 私立台北学習会と統合 民政長官後藤新平により成淵学校と改称 |
| 1941年 | 4月    | 財団法人として改編                                        |
| 1946年 | 10月   | 台北市立福星初級中学に改編                                |
| 1952年 | 9月    | 台北市立大龍峒中級補習学校と統合 台北市初級中学に改編     |
| 1955年 | 10月   | 台北市中学と改称                                          |
| 1956年 | 10月   | 台北市立成淵中学と改称                                    |
| 1968年 | 8月    | 台北市立成淵国民中学と改称                                |
| 1996年 | 7月1日 | 台北市立成淵高級中学と改称・改編                          |

## 校歌
大觀聳翠 孔廟遙瞻 春風化雨 鍾秀山川
敦品勵學相親安 頂天立地學聖賢
時代新創造 使命負雙肩 師生成一體教學樂無邊
積土成山興風雨 蛟龍得水上青天
成淵成淵美哉成淵 成淵成淵壯哉成淵